# Hôtel de ville de Saint-Sébastien
L'hôtel de ville de Saint-Sébastien (en basque : Donostiako udaletxeaen ou en espagnol : Casa consistorial de San Sebastián), est le siège du conseil municipal de Saint-Sébastien dans le Nord de l'Espagne.
Bâtiment éclectique, il est construit à la fin du XIXe siècle dans l'optique d'être un casino avant de devenir l'hôtel de ville en 1947.

## Histoire
Le bâtiment est initialement construit pour abriter le casino de la ville qui est une destination estivale de premier plan. Un concours est organisé pour en désigner les architectes et Adolfo Morales de los Ríos et Luis Aladrén Mendivil sont choisis. La construction a lieu entre 1882 et 1887, l'architecture est de style éclectique et le site est inauguré le 1er juillet 1887 en présence de la reine Marie-Christine. Le casino dispose alors d'une concession de 60 ans. Les salles de jeu ne sont pas au rez-de chaussée destiné à la restauration ou à la lecture mais à l'étage, ce qui s'explique parce qu'à cette date, les jeux d'argent sont en théorie interdits aux Espagnols mais autorisés pour les étrangers. Cela n'empêche pas la haute société locale d'organiser dans l'établissement des fêtes et des spectacles. De son côté, le casino finance des animations dans la commune. Le casino est fermé en 1924, la dictature de Primo de Rivera interdisant ces établissements.
En 1938, alors que l'Espagne subit la guerre civile, la municipalité de Saint-Sébastien rachète la concession prématurément contre 100 000 pesetas et prend ensuite la décision d'utiliser le bâtiment comme hôtel de ville. Soixante ans après sa première ouverture, le bâtiment est à nouveau inauguré le 20 janvier 1947 après avoir fait l'objet de quelques modifications sous la direction de l'architecte Luis Jesús Arizmendi,. Un nouveau casino rouvre à Saint-Sébastien en juin 1978.
Le bâtiment est déclaré monument historique en 1984.

## Situation géographique
Le bâtiment se trouve le long de la baie de la Concha à proximité immédiate des jardins d'Alderdi Eder.